# Daemonorops dracuncula
Daemonorops dracuncula är en enhjärtbladig växtart som beskrevs av Henry Nicholas Ridley. Daemonorops dracuncula ingår i släktet Daemonorops och familjen Arecaceae. Inga underarter finns listade i Catalogue of Life.